# Hans Berglund
Hans Berglund (Estocolmo, 24 de febrero de 1918-Hässelby, 17 de septiembre de 2006) fue un deportista sueco que compitió en piragüismo en la modalidad de aguas tranquilas.
Participó en los Juegos Olímpicos de Londres 1948, obteniendo una medalla de oro. Ganó dos medallas en el Campeonato Mundial de Piragüismo en los años 1938 y 1948.

## Palmarés internacional
| Juegos Olímpicos   | Juegos Olímpicos      | Juegos Olímpicos | Juegos Olímpicos |
| Año                | Lugar                 | Medalla          | Evento           |
| ------------------ | --------------------- | ---------------- | ---------------- |
| 1948               | Londres (Reino Unido) | Medalla de oro   | K2 1000 m        |
| Campeonato Mundial |                       |                  |                  |
| Año                | Lugar                 | Medalla          | Evento           |
| 1938               | Vaxholm (Suecia)      | Medalla de plata | K2 1000 m        |
| 1948               | Londres (Reino Unido) | Medalla de oro   | K4 1000 m        |